# Campionato nordamericano maschile under 20 di calcio 2005
Il Campionato nordamericano di calcio Under-20 2005 (in inglese 2005 CONCACAF Under-20 Championship) si è svolto negli Stati Uniti d'America e in Honduras, dal 12 gennaio al 30 gennaio 2005.
Il torneo ha determinato le quattro squadre che avrebbero rappresentato la CONCACAF al Campionato mondiale di calcio Under-20 2005 nei Paesi Bassi.

## Squadre qualificate
| Regione                | Qualificate                |
| ---------------------- | -------------------------- |
| Caraibi (CFU)          | Giamaica Trinidad e Tobago |
| Centro America (UNCAF) | Costa Rica Honduras Panama |
| Nord America (NAFU)    | Canada Messico Stati Uniti |

## Gruppo A
| Pos. | Squadra           | Pt | G | V | N | P | GF | GS | DR |
| ---- | ----------------- | -- | - | - | - | - | -- | -- | -- |
| 1.   | Stati Uniti       | 9  | 3 | 3 | 0 | 0 | 10 | 1  | +9 |
| 2.   | Panama            | 4  | 3 | 1 | 1 | 1 | 4  | 4  | 0  |
| 3.   | Costa Rica        | 4  | 3 | 1 | 1 | 1 | 3  | 4  | -1 |
| 4.   | Trinidad e Tobago | 0  | 3 | 0 | 0 | 3 | 3  | 11 | -8 |

| Arbitro: | Silviu Petrescu |

|             |           |         |
| Cordero 54’ | Marcatori | 76’ Gun |

| Arbitro: | José Pineda |

|                                                       |           |            |
| Gaven 1’, 9’, 25’ Adu 7’ (rig.) ? 16’ (aut.) John 53’ | Marcatori | 23’ Crooks |

| Arbitro: | Hugo León Guajardo |

|                 |           |                           |
| Jagdeosingh 85’ | Marcatori | 8’ Chacon 62’ Al. Salazar |

| Arbitro: | Rubén Castellanos |

|                             |           |  |
| Adu 55’ (rig.) Peterson 88’ | Marcatori |  |

| Arbitro: | José Pineda |

|                                    |           |              |
| Gallardo 12’ Álv. Salazar 71’, 75’ | Marcatori | 77’ François |

| Arbitro: | Joel Aguilar |

|                        |           |  |
| Barrett 2’ Szetela 37’ | Marcatori |  |

## Gruppo B
| Pos. | Squadra  | Pt | G | V | N | P | GF | GS | DR |
| ---- | -------- | -- | - | - | - | - | -- | -- | -- |
| 1.   | Canada   | 9  | 3 | 3 | 0 | 0 | 4  | 1  | +3 |
| 2.   | Honduras | 6  | 3 | 2 | 0 | 1 | 6  | 3  | +3 |
| 3.   | Messico  | 3  | 3 | 1 | 0 | 2 | 2  | 4  | -2 |
| 4.   | Giamaica | 0  | 3 | 0 | 0 | 3 | 2  | 6  | -4 |

| Arbitro: | Terry Vaughn |

|           |           |                |
| Parra 15’ | Marcatori | 27’, 39’ Gyaki |

| Arbitro: | Neal Brizan |

|                                      |           |                         |
| Güity 23’, 41’ Núñez 45’ (rig.), 72’ | Marcatori | 55’ Priestley 69’ White |

| Arbitro: | Roberto Moreno |

|  |           |               |
|  | Marcatori | 23’ Hernández |

| Arbitro: | Walter Quesada |

|  |           |           |
|  | Marcatori | 61’ Gyaki |

| Arbitro: | Donald Campos |

|           |           |  |
| Gyaki 74’ | Marcatori |  |

| Arbitro: | Roberto Moreno |

|                       |           |  |
| Nolazco 61’ Güity 88’ | Marcatori |  |